# Embres-et-Castelmaure
Embres-et-Castelmaure  est une commune française, située dans le Sud-Est du département de l'Aude en région Occitanie.
Sur le plan historique et culturel, la commune fait partie du massif des Corbières, un chaos calcaire formant la transition entre le Massif central et les Pyrénées. Exposée à un climat méditerranéen, elle est drainée par le Barrou, la rivière Tarrasac, le ruisseau de Nouvelle et par divers autres petits cours d'eau. La commune possède un patrimoine naturel remarquable : deux sites Natura 2000 (les « Corbières orientales » et les « basses Corbières ») et cinq zones naturelles d'intérêt écologique, faunistique et floristique.
Embres-et-Castelmaure est une commune rurale qui compte 158 habitants en 2022, après avoir connu un pic de population de 413 habitants en 1886. Ses habitants sont appelés les Embrésiens ou  Embrésienne.
Le patrimoine architectural de la commune comprend un immeuble protégé au titre des monuments historiques : la chapelle Saint-Félix de Castelmaure, inscrite en 1948.

## Géographie

### Localisation
Embres-et-Castelmaure est une commune située dans les Corbières, sur le terroir Corbières (AOC). Elle est limitrophe du département des Pyrénées-Orientales.

### Communes limitrophes
Les communes limitrophes sont  Feuilla, Fraissé-des-Corbières, Opoul-Périllos, Saint-Jean-de-Barrou, Tuchan et Villeneuve-les-Corbières.
| Villeneuve-les-Corbières                          | Saint-Jean-de-Barrou                 | Fraissé-des-Corbières |
| Tuchan                                            | Embres-et-Castelmaure                | Feuilla               |
| Vingrau (Pyrénées-Orientales, par un quadripoint) | Opoul-Périllos (Pyrénées-Orientales) |                       |

### Géologie et relief
Embres-et-Castelmaure se situe en zone de sismicité 2 (sismicité faible).

### Hydrographie
La commune est dans la région hydrographique « Côtiers méditerranéens », au sein du bassin hydrographique Rhône-Méditerranée-Corse. Elle est drainée par le Barrou, la rivière Tarrasac, le ruisseau de Nouvelle, le ruisseau de Bidaula, le ruisseau de Madaychou, le ruisseau de Roujou, le ruisseau des Agasses, le ruisseau de Saint-Bernard, le ruisseau des Arbres Blancs et le ruisseau des Pézès, qui constituent un réseau hydrographique de 26 km de longueur totale,.
Le Barrou, d'une longueur totale de 16,2 km, prend sa source dans la commune et s'écoule vers l'est puis se réoriente au nord. Il traverse la commune et se jette dans la Berre à Durban-Corbières, après avoir traversé 4 communes.
La rivière Tarrasac, d'une longueur totale de 11,7 km, prend sa source dans la commune et s'écoule du sud-est vers le nord-ouest puis vers le sud. Elle traverse la commune et se jette dans le Verdouble à Paziols, après avoir traversé 3 communes.

### Climat
Pour des articles plus généraux, voir Climat de l'Occitanie et Climat de l'Aude.
En 2010, le climat de la commune est de type climat méditerranéen franc, selon une étude s'appuyant sur une série de données couvrant la période 1971-2000. En 2020, Météo-France publie une typologie des climats de la France métropolitaine dans laquelle la commune est exposée à un climat méditerranéen et est dans la région climatique Provence, Languedoc-Roussillon, caractérisée par une pluviométrie faible en été, un très bon ensoleillement (2 600 h/an), un été chaud (21,5 °C), un air très sec en été, sec en toutes saisons, des vents forts (fréquence de 40 à 50 % de vents > 5 m/s) et peu de brouillards.
Pour la période 1971-2000, la température annuelle moyenne est de 14,8 °C, avec  une amplitude thermique annuelle de 15,1 °C. Le cumul annuel moyen de précipitations est de 641 mm, avec 6,3 jours de précipitations en janvier et 2,8 jours en juillet. Pour la période 1991-2020 la température moyenne annuelle observée sur la station météorologique la plus proche, située sur la commune de Durban-Corbières à 6 km à vol d'oiseau, est de 15,0 °C et le cumul annuel moyen de précipitations est de 701,0 mm,. Pour l'avenir, les paramètres climatiques de la commune estimés pour 2050 selon différents scénarios d’émission de gaz à effet de serre sont consultables sur un site dédié publié par Météo-France en novembre 2022.

### Milieux naturels et biodiversité

#### Réseau Natura 2000

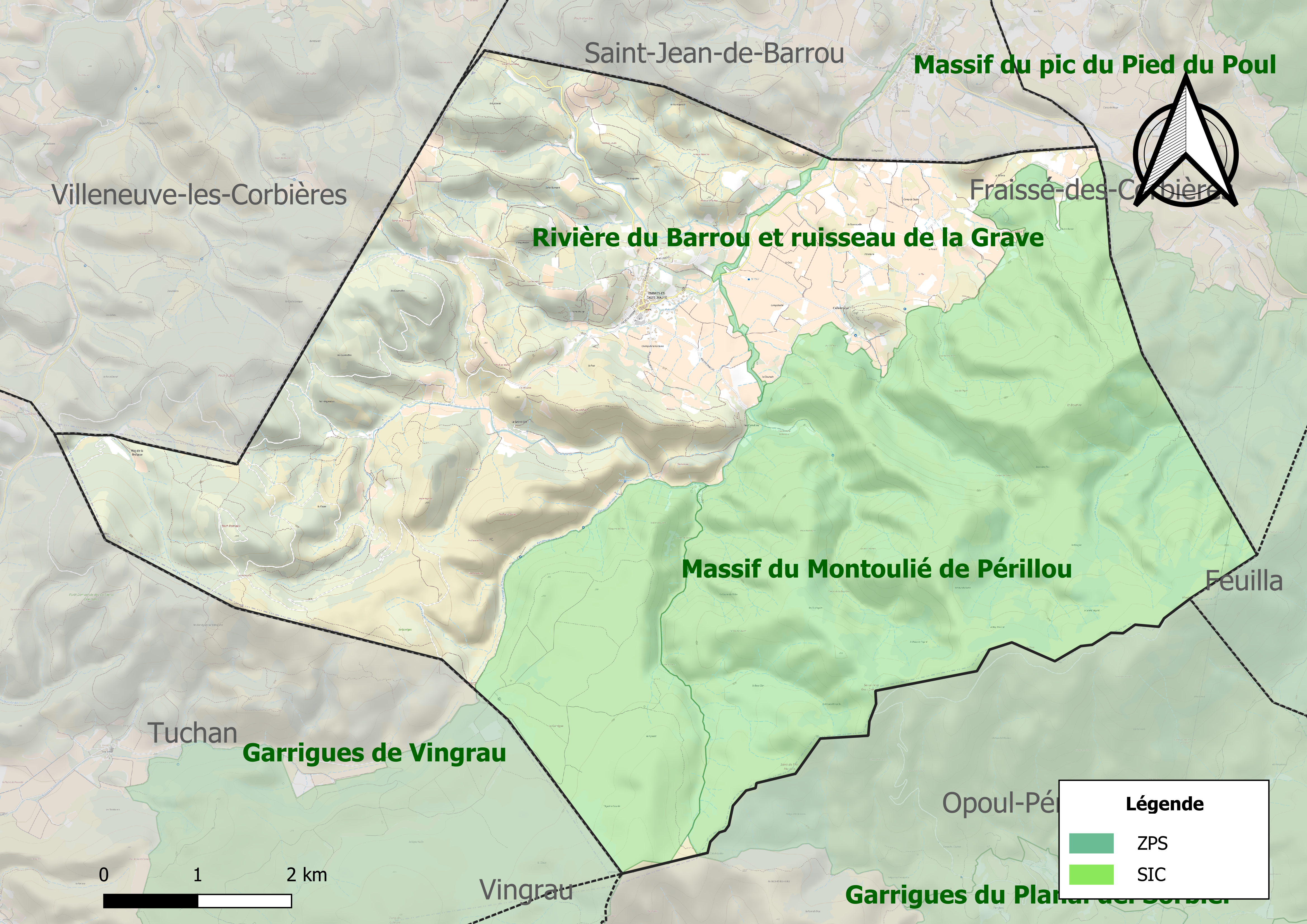
Sites Natura 2000 sur le territoire communal.

Le réseau Natura 2000 est un réseau écologique européen de sites naturels d'intérêt écologique élaboré à partir des directives habitats et oiseaux, constitué de zones spéciales de conservation (ZSC) et de zones de protection spéciale (ZPS). Deux sites Natura 2000 ont été définis sur la commune au titre de la directive oiseaux : : 
- les « basses Corbières », d'une superficie de 29 495 ha, un site important pour la conservation des rapaces : l'Aigle de Bonelli, l'Aigle royal, le Grand-duc d’Europe, le Circaète Jean-le-Blanc, le Faucon pèlerin, le Busard cendré, l'Aigle botté[16] ;
- les « corbières orientales », d'une superficie de 25 371 ha, correspondant à la partie la plus orientale du massif des Corbières audoises. Ce site inclut, dans sa partie la plus orientale, le couloir de migration majeur du littoral languedocien, d'où la présence régulière d'espèces en étape migratoire[17].

#### Zones naturelles d'intérêt écologique, faunistique et floristique
L’inventaire des zones naturelles d'intérêt écologique, faunistique et floristique (ZNIEFF) a pour objectif de réaliser une couverture des zones les plus intéressantes sur le plan écologique, essentiellement dans la perspective d’améliorer la connaissance du patrimoine naturel national et de fournir aux différents décideurs un outil d’aide à la prise en compte de l’environnement dans l’aménagement du territoire. Trois ZNIEFF de type 1 sont recensées sur la commune :
- les « garrigues de Vingrau » (1 622 ha), couvrant 3 communes dont 2 dans l'Aude et 1 dans les Pyrénées-Orientales[19] ;
- le « massif du Montoulié de Périllou » (3 271 ha), couvrant 6 communes dont 5 dans l'Aude et 1 dans les Pyrénées-Orientales[20] ;
- la « rivière du Barrou et ruisseau de la Grave » (13 ha), couvrant 2 communes du département[21] ;

et deux ZNIEFF de type 2, : 
- les « Corbières centrales » (68 810 ha), couvrant 56 communes dont 54 dans l'Aude et 2 dans les Pyrénées-Orientales[22] ;
- les « Corbières orientales » (30 263 ha), couvrant 19 communes dont 12 dans l'Aude et 7 dans les Pyrénées-Orientales[23].

Carte des ZNIEFF de type 1 et 2 à Embres-et-Castelmaure.
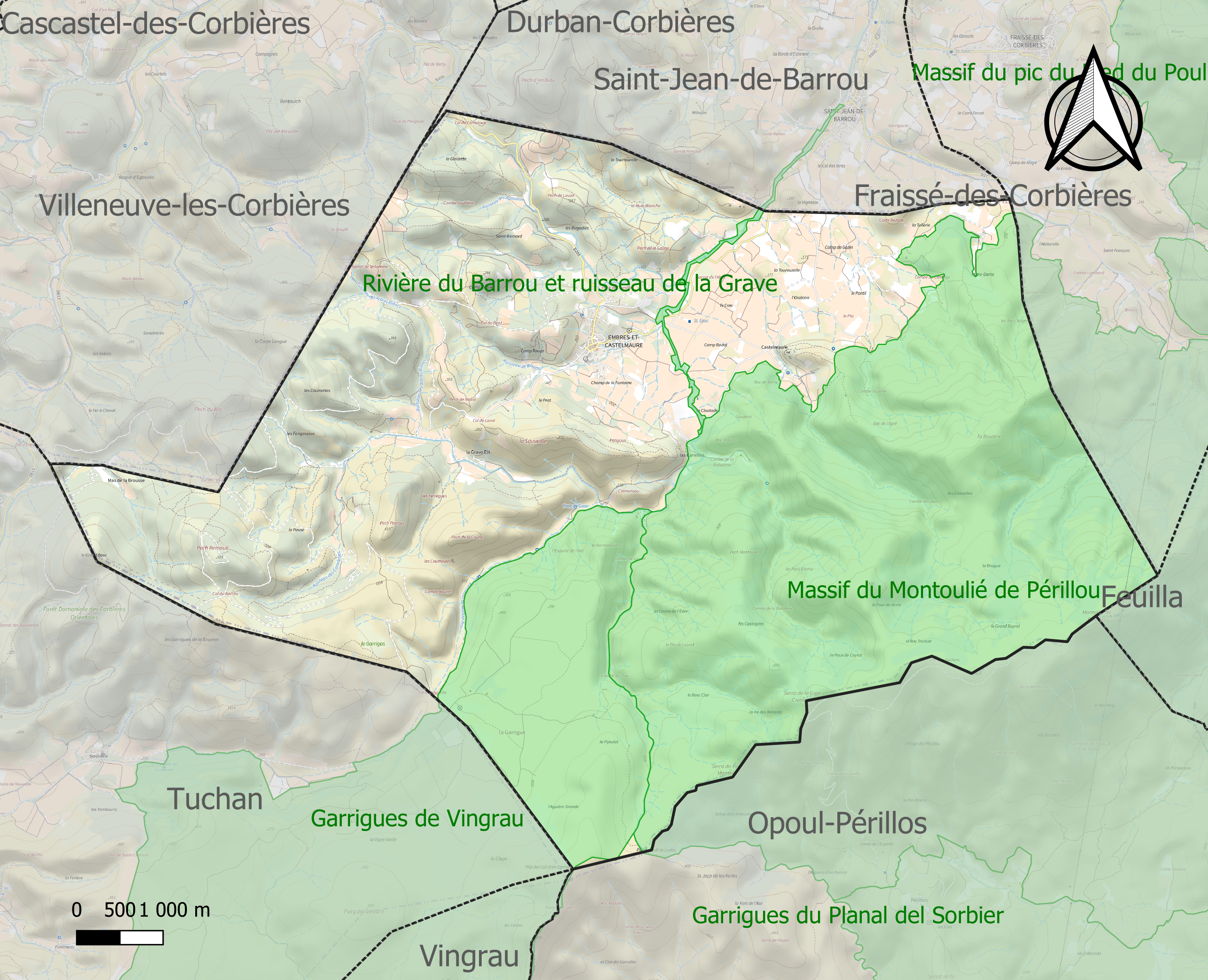
Carte des ZNIEFF de type 1 sur la commune.
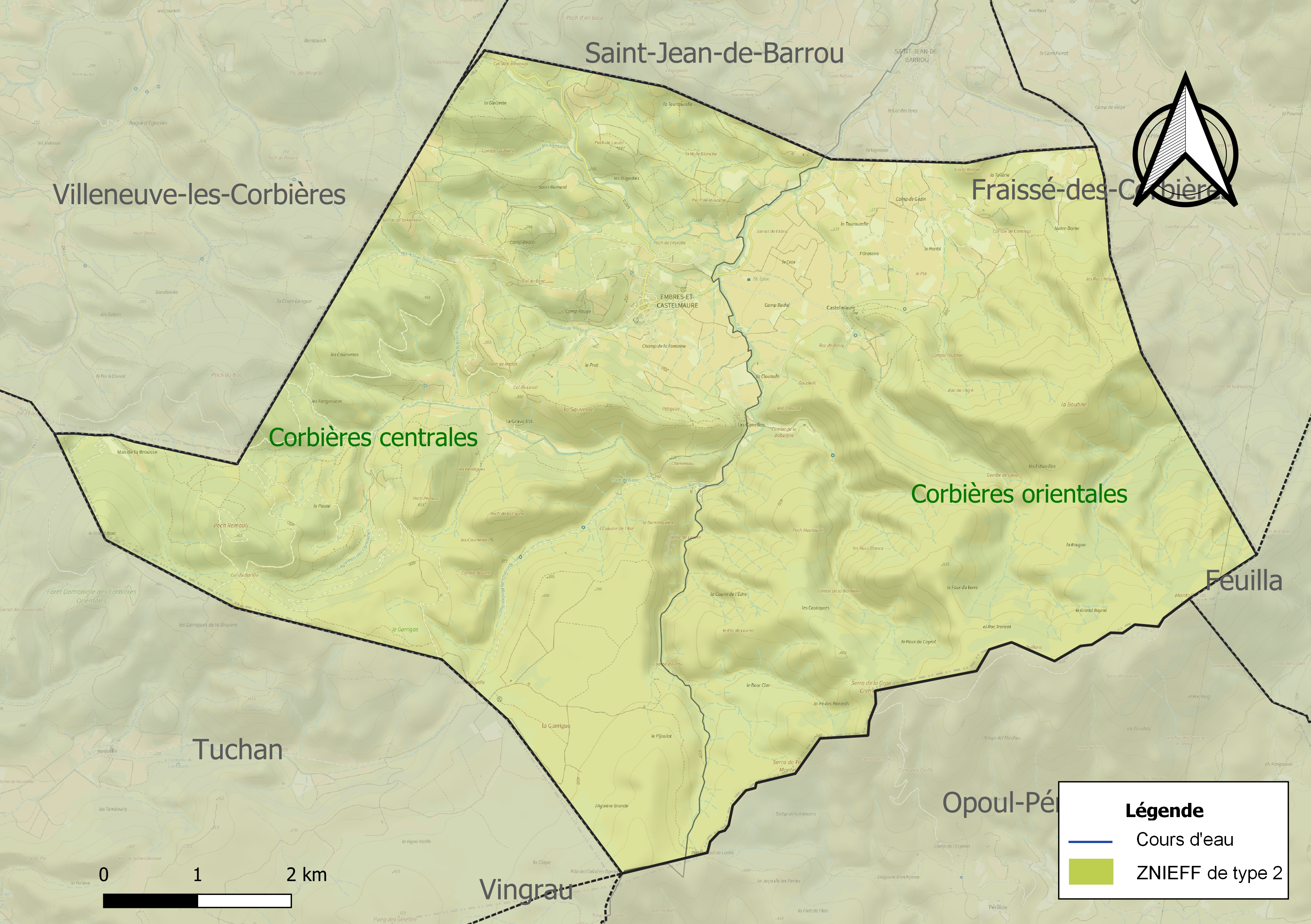
Carte des ZNIEFF de type 2 sur la commune.

## Urbanisme

### Typologie
Au 1er janvier 2024, Embres-et-Castelmaure est catégorisée commune rurale à habitat dispersé, selon la nouvelle grille communale de densité à 7 niveaux définie par l'Insee en 2022.
Elle est située hors unité urbaine et hors attraction des villes,.

### Occupation des sols
L'occupation des sols de la commune, telle qu'elle ressort de la base de données européenne d’occupation biophysique des sols Corine Land Cover (CLC), est marquée par l'importance des forêts et milieux semi-naturels (79,1 % en 2018), en diminution par rapport à 1990 (83 %). La répartition détaillée en 2018 est la suivante : 
milieux à végétation arbustive et/ou herbacée (76,1 %), cultures permanentes (10,5 %), zones agricoles hétérogènes (10,4 %), forêts (3 %). L'évolution de l’occupation des sols de la commune et de ses infrastructures peut être observée sur les différentes représentations cartographiques du territoire : la carte de Cassini (XVIIIe siècle), la carte d'état-major (1820-1866) et les cartes ou photos aériennes de l'IGN pour la période actuelle (1950 à aujourd'hui).

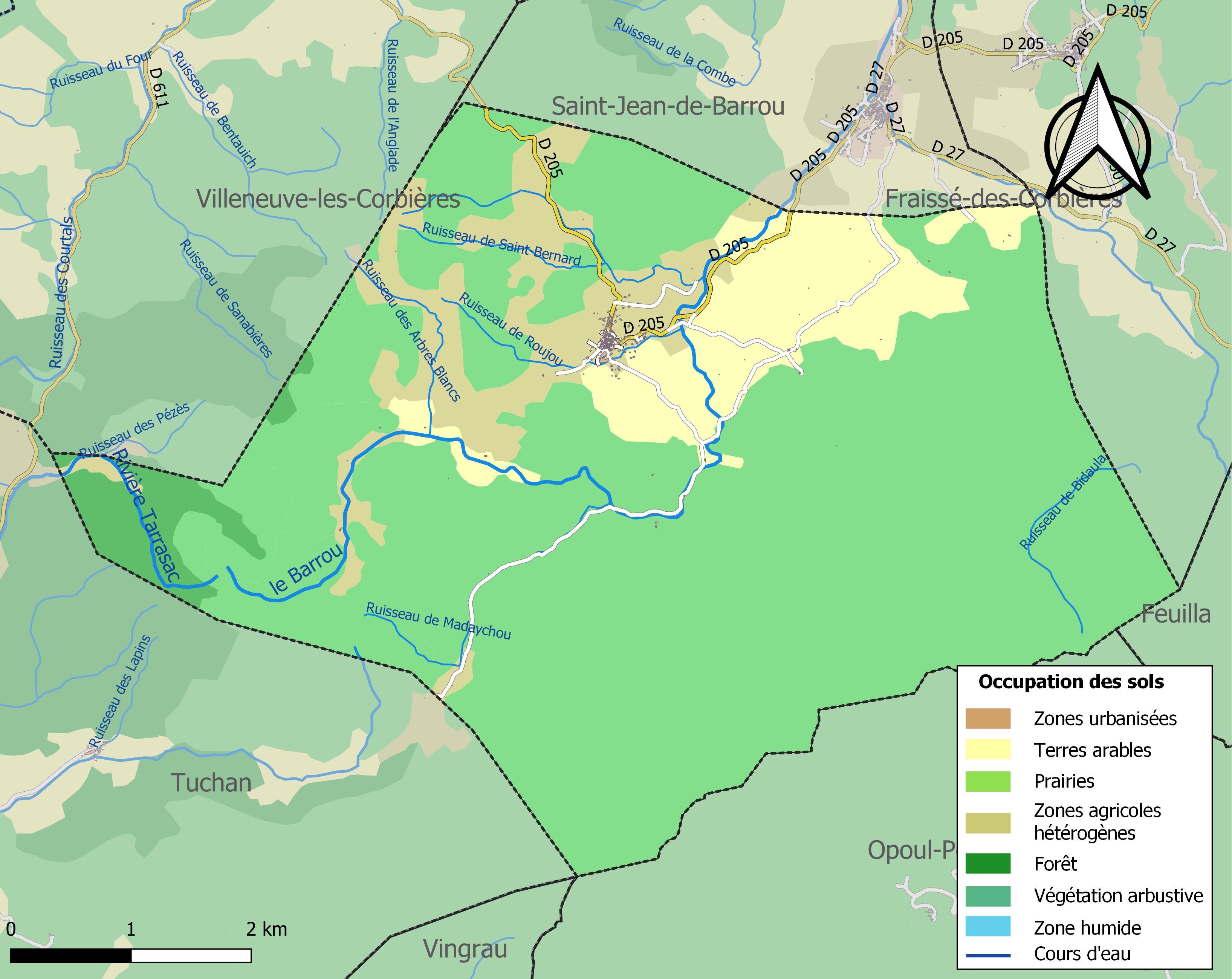
Carte des infrastructures et de l'occupation des sols de la commune en 2018 (CLC).

### Risques majeurs
Le territoire de la commune d'Embres-et-Castelmaure est vulnérable à différents aléas naturels : météorologiques (tempête, orage, neige, grand froid, canicule ou sécheresse), feux de forêts et séisme (sismicité faible). Il est également exposé à un risque particulier : le risque de radon. Un site publié par le BRGM permet d'évaluer simplement et rapidement les risques d'un bien localisé soit par son adresse soit par le numéro de sa parcelle.

#### Risques naturels

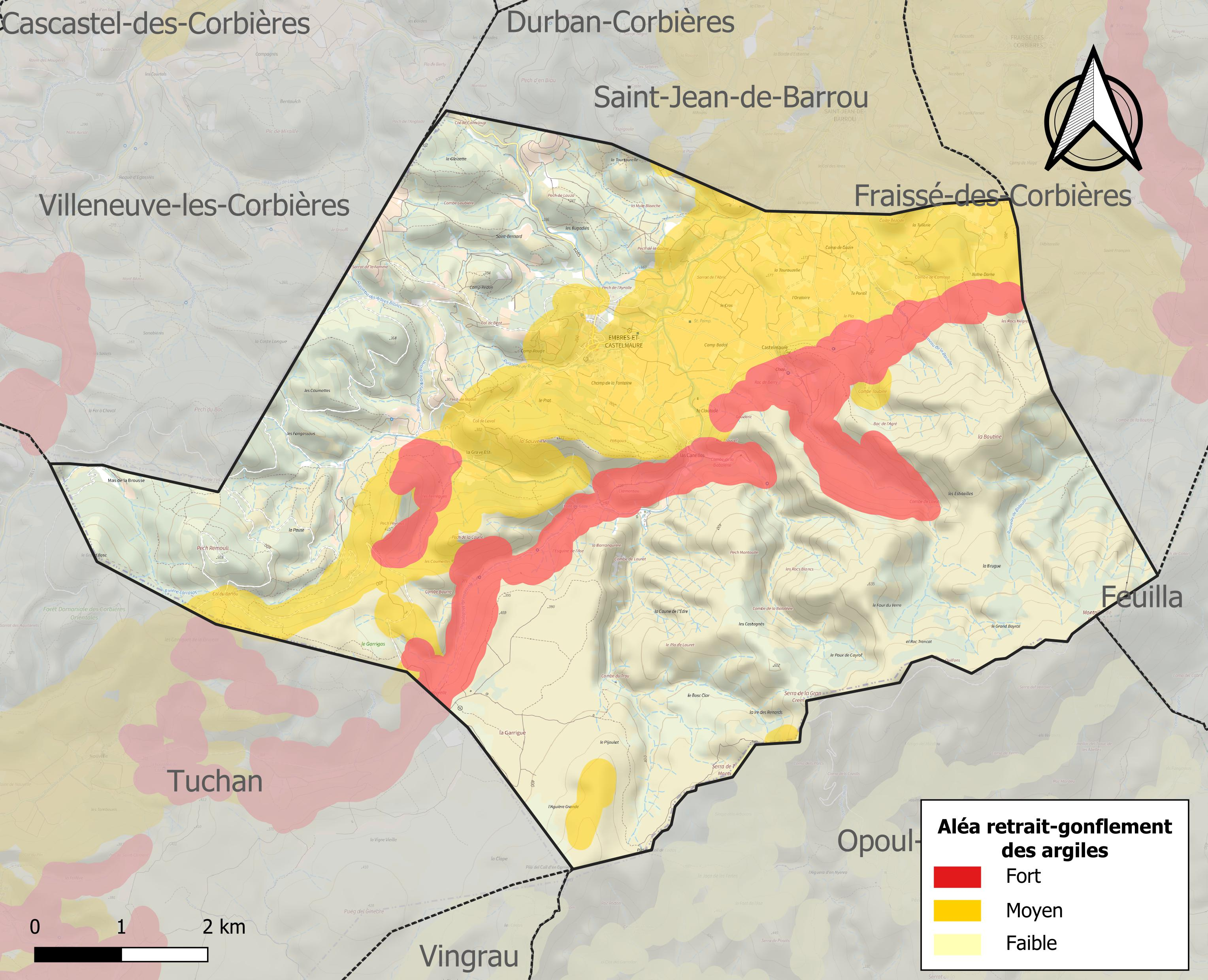
Carte des zones d'aléa retrait-gonflement des sols argileux d'Embres-et-Castelmaure.

Le retrait-gonflement des sols argileux est susceptible d'engendrer des dommages importants aux bâtiments en cas d’alternance de périodes de sécheresse et de pluie. 34,2 % de la superficie communale est en aléa moyen ou fort (75,2 % au niveau départemental et 48,5 % au niveau national). Sur les 176 bâtiments dénombrés sur la commune en 2019, 161 sont en aléa moyen ou fort, soit 91 %, à comparer aux 94 % au niveau départemental et 54 % au niveau national. Une cartographie de l'exposition du territoire national au retrait gonflement des sols argileux est disponible sur le site du BRGM,.

#### Risque particulier
Dans plusieurs parties du territoire national, le radon, accumulé dans certains logements ou autres locaux, peut constituer une source significative d’exposition de la population aux rayonnements ionisants. Certaines communes du département sont concernées par le risque radon à un niveau plus ou moins élevé. Selon la classification de 2018, la commune d'Embres-et-Castelmaure est classée en zone 3, à savoir zone à potentiel radon significatif.

## Politique et administration

### Découpage territorial
La commune d'Embres-et-Castelmaure est membre de la communauté de communes Corbières Salanque Méditerranée, un établissement public de coopération intercommunale (EPCI) à fiscalité propre créé le 8 décembre 2016 dont le siège est à Claira. Ce dernier est par ailleurs membre d'autres groupements intercommunaux.
Sur le plan administratif, elle est rattachée à l'arrondissement de Narbonne, au département de l'Aude, en tant que circonscription administrative de l'État, et à la région Occitanie.
Sur le plan électoral, elle dépend du canton des Corbières pour l'élection des conseillers départementaux, depuis le redécoupage cantonal de 2014 entré en vigueur en 2015, et de la première circonscription de l'Aude  pour les élections législatives, depuis le redécoupage électoral de 2010.

### Liste des maires
| Période                                  | Période  | Identité           | Étiquette | Qualité |
| ---------------------------------------- | -------- | ------------------ | --------- | ------- |
| 1919                                     | 1941     | Paul Courrent      |           |         |
|                                          |          |                    |           |         |
| 2007                                     | 2008     | Jean-Claude Allard |           |         |
| 2008                                     | 2010     | Jacky Cravero      |           |         |
| 2008                                     | En cours | Gérard Bénézis     |           |         |
| Les données manquantes sont à compléter. |          |                    |           |         |

## Démographie
L'évolution du nombre d'habitants est connue à travers les recensements de la population effectués dans la commune depuis 1793. Pour les communes de moins de 10 000 habitants, une enquête de recensement portant sur toute la population est réalisée tous les cinq ans, les populations de référence des années intermédiaires étant quant à elles estimées par interpolation ou extrapolation. Pour la commune, le premier recensement exhaustif entrant dans le cadre du nouveau dispositif a été réalisé en 2008.

En 2022, la commune comptait 158 habitants, en évolution de +3,95 % par rapport à 2016 (Aude : +2,65 %, France hors Mayotte : +2,11 %).
| 1793 | 1800 | 1806 | 1821 | 1831 | 1836 | 1841 | 1846 | 1851 |
| ---- | ---- | ---- | ---- | ---- | ---- | ---- | ---- | ---- |
| 244  | 248  | 284  | 359  | 340  | 372  | 386  | 405  | 379  |

| 1856 | 1861 | 1866 | 1872 | 1876 | 1881 | 1886 | 1891 | 1896 |
| ---- | ---- | ---- | ---- | ---- | ---- | ---- | ---- | ---- |
| 334  | 318  | 300  | 279  | 290  | 365  | 413  | 335  | 340  |

| 1901 | 1906 | 1911 | 1921 | 1926 | 1931 | 1936 | 1946 | 1954 |
| ---- | ---- | ---- | ---- | ---- | ---- | ---- | ---- | ---- |
| 346  | 347  | 329  | 335  | 308  | 302  | 291  | 245  | 271  |

| 1962 | 1968 | 1975 | 1982 | 1990 | 1999 | 2006 | 2008 | 2013 |
| ---- | ---- | ---- | ---- | ---- | ---- | ---- | ---- | ---- |
| 246  | 224  | 184  | 192  | 169  | 142  | 148  | 150  | 153  |

| 2018 | 2022 | - | - | - | - | - | - | - |
| ---- | ---- | - | - | - | - | - | - | - |
| 151  | 158  | - | - | - | - | - | - | - |

## Économie

### Revenus
En 2018  (données Insee publiées en septembre 2021), la commune compte 81 ménages fiscaux, regroupant 135 personnes. La médiane du revenu disponible par unité de consommation est de 18 300 € (19 240 € dans le département).

### Emploi
| Division       | 2008   | 2013   | 2018   |
| -------------- | ------ | ------ | ------ |
| Commune        | 9,4 %  | 8,4 %  | 9,1 %  |
| Département    | 10,2 % | 12,8 % | 12,6 % |
| France entière | 8,3 %  | 10 %   | 10 %   |

En 2018, la population âgée de 15 à 64 ans s'élève à 77 personnes, parmi lesquelles on compte 70,1 % d'actifs (61 % ayant un emploi et 9,1 % de chômeurs) et 29,9 % d'inactifs,. En  2018, le taux de chômage communal (au sens du recensement) des 15-64 ans est inférieur à celui de la France et du département, alors qu'en 2008 il était supérieur à celui de la France.
La commune est hors attraction des villes,. Elle compte 59 emplois en 2018, contre 48 en 2013 et 44 en 2008. Le nombre d'actifs ayant un emploi résidant dans la commune est de 51, soit un indicateur de concentration d'emploi de 115,6 % et un taux d'activité parmi les 15 ans ou plus de 42 %.
Sur ces 51 actifs de 15 ans ou plus ayant un emploi, 39 travaillent dans la commune, soit 77 % des habitants. Pour se rendre au travail, 74,5 % des habitants utilisent un véhicule personnel ou de fonction à quatre roues, 21,6 % s'y rendent en deux-roues, à vélo ou à pied et 3,9 % n'ont pas besoin de transport (travail au domicile).

### Activités hors agriculture
10 établissements sont implantés  à Embres-et-Castelmaure au 31 décembre 2019.
Le secteur du commerce de gros et de détail, des transports, de l'hébergement et de la restauration est prépondérant sur la commune puisqu'il représente 30 % du nombre total d'établissements de la commune (3 sur les 10 entreprises implantées  à Embres-et-Castelmaure), contre 32,3 % au niveau départemental.

### Agriculture
La commune fait partie de la petite région agricole dénommée « Région viticole ». En 2010, l'orientation technico-économique de l'agriculture  sur la commune est la viticulture (appellation et autre).
|                                   | 1988 | 2000 | 2010 |
| --------------------------------- | ---- | ---- | ---- |
| Exploitations                     | 39   | 27   | 22   |
| Superficie agricole utilisée (ha) | 339  | 308  | 346  |

Le nombre d'exploitations agricoles en activité et ayant leur siège dans la commune est passé de 39 lors du recensement agricole de 1988 à 27 en 2000 puis à 22 en 2010, soit une baisse de 44 % en 22 ans. Le même mouvement est observé à l'échelle du département qui a perdu pendant cette période 52 % de ses exploitations. La surface agricole utilisée sur la commune a quant à elle augmenté, passant de 339 ha en 1988 à 346 ha en 2010. Parallèlement la surface agricole utilisée moyenne par exploitation a augmenté, passant de 9 à 16 ha.

## Culture locale et patrimoine

### Lieux et monuments
- Chapelle Saint-Félix de Castelmaure. L'édifice a été inscrit au titre des monuments historiques en 1948[42].
- Chapelle Notre-Dame-de-l'Olive d'Embres-et-Castelmaure.
- Église Saint-Étienne d'Embres-et-Castelmaure.
- Serre de Castelmaure, vaste ensemble calcaire qui marque l'ancienne frontière avec le royaume d'Aragon et l'actuelle Catalogne.
- Château de Castelmaure.Ne pas confondre avec le Château de Castelmore situé dans le Gers.

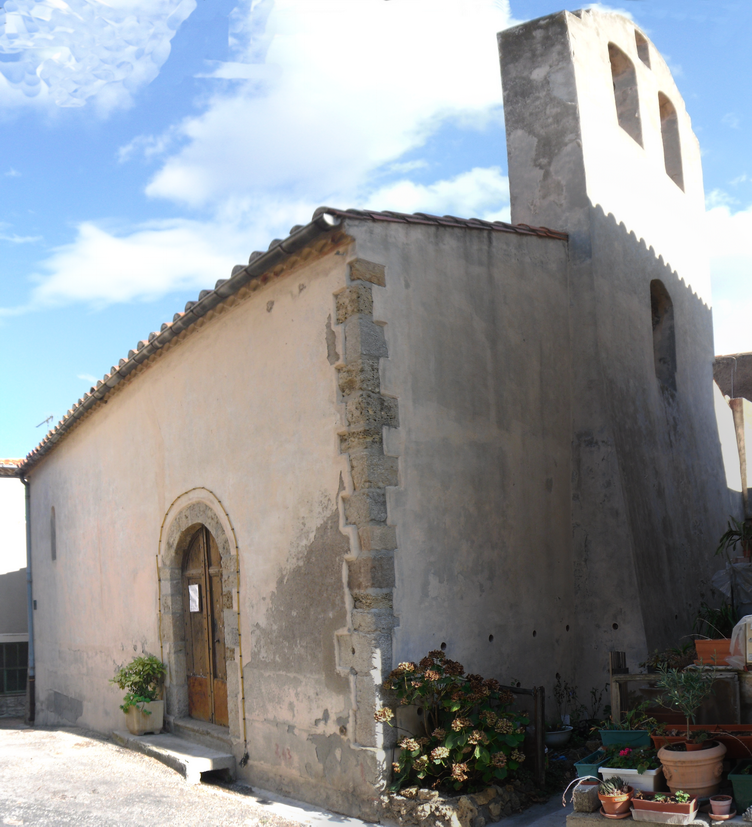
L'église Saint-Etienne.
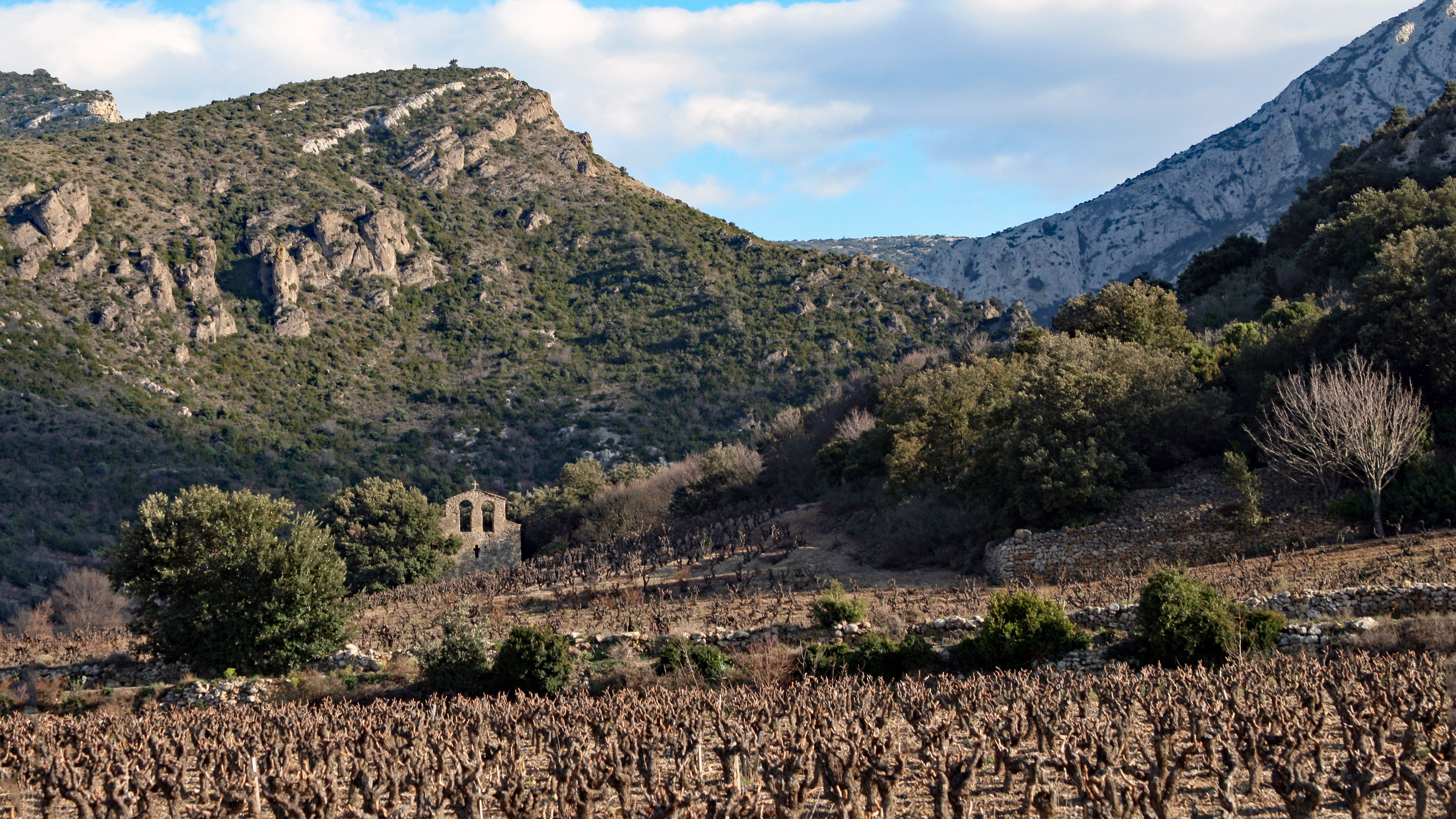
Chapelle Saint-Félix.
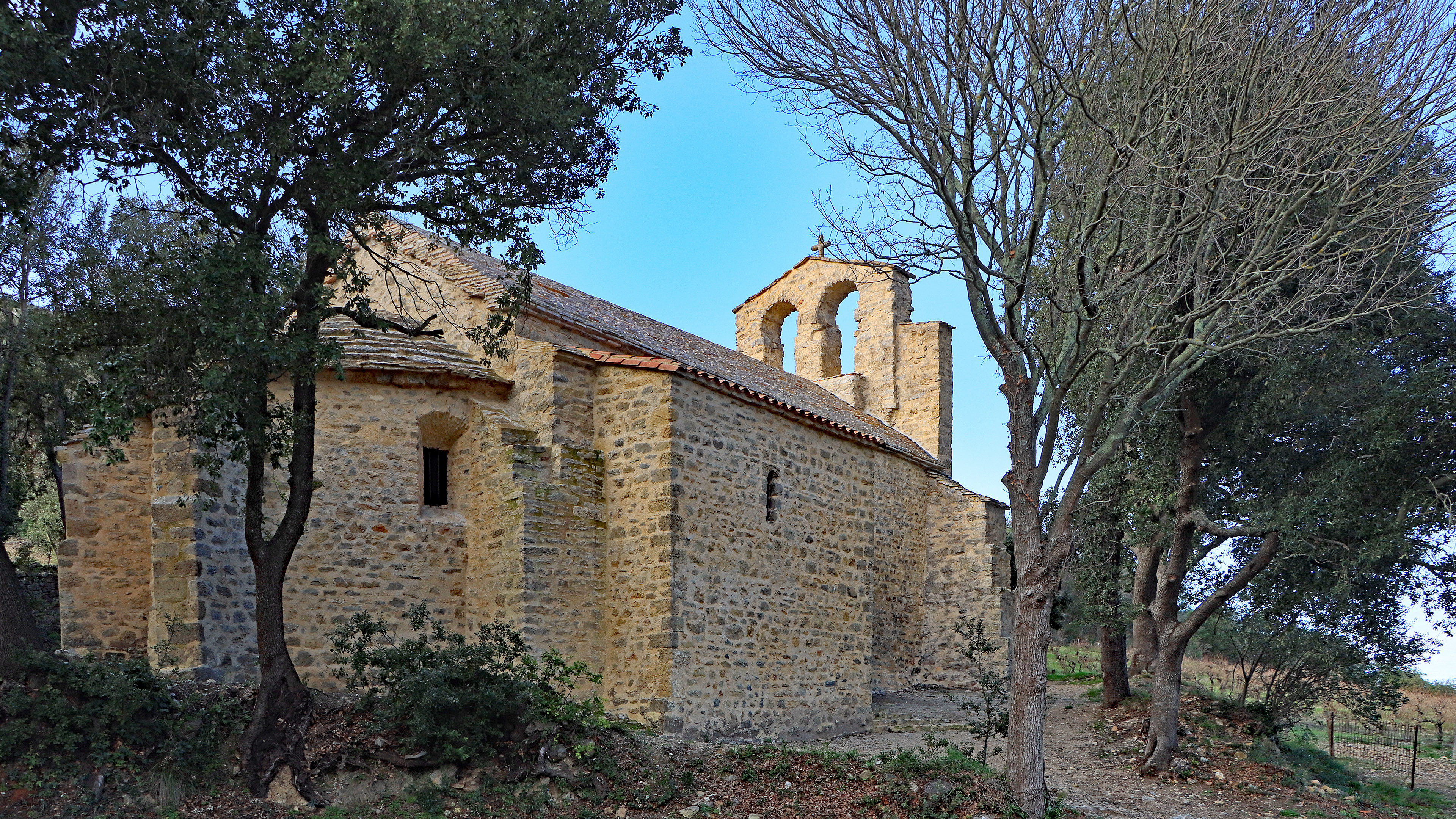
Chapelle Saint-Félix.
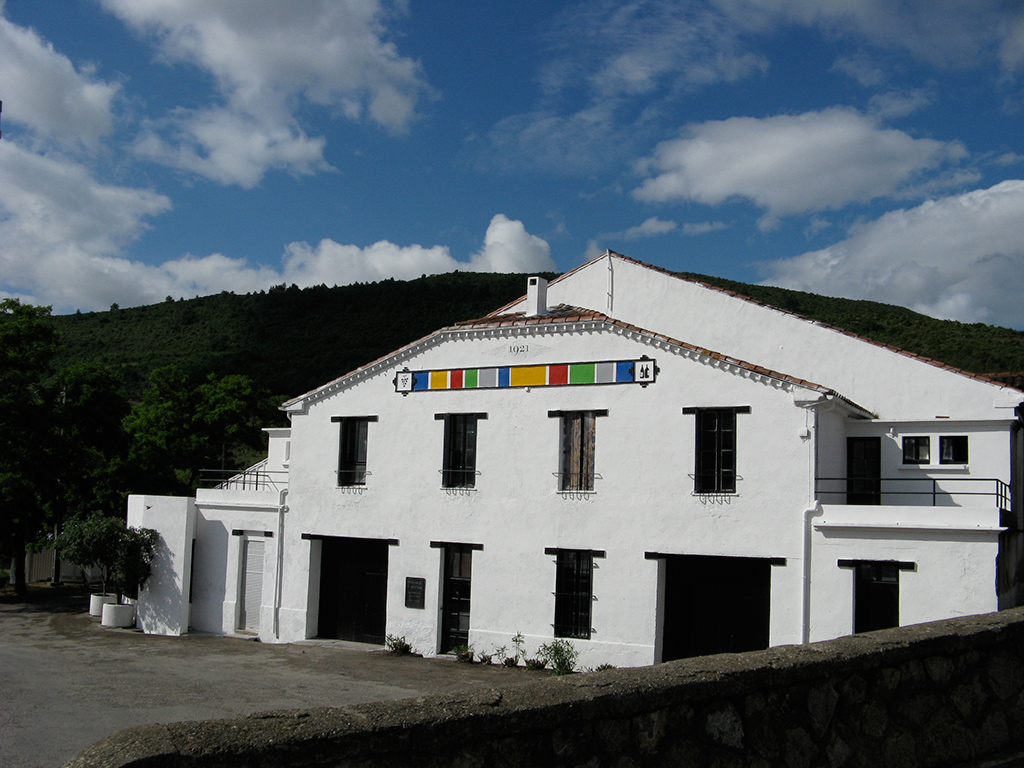
La cave coopérative.
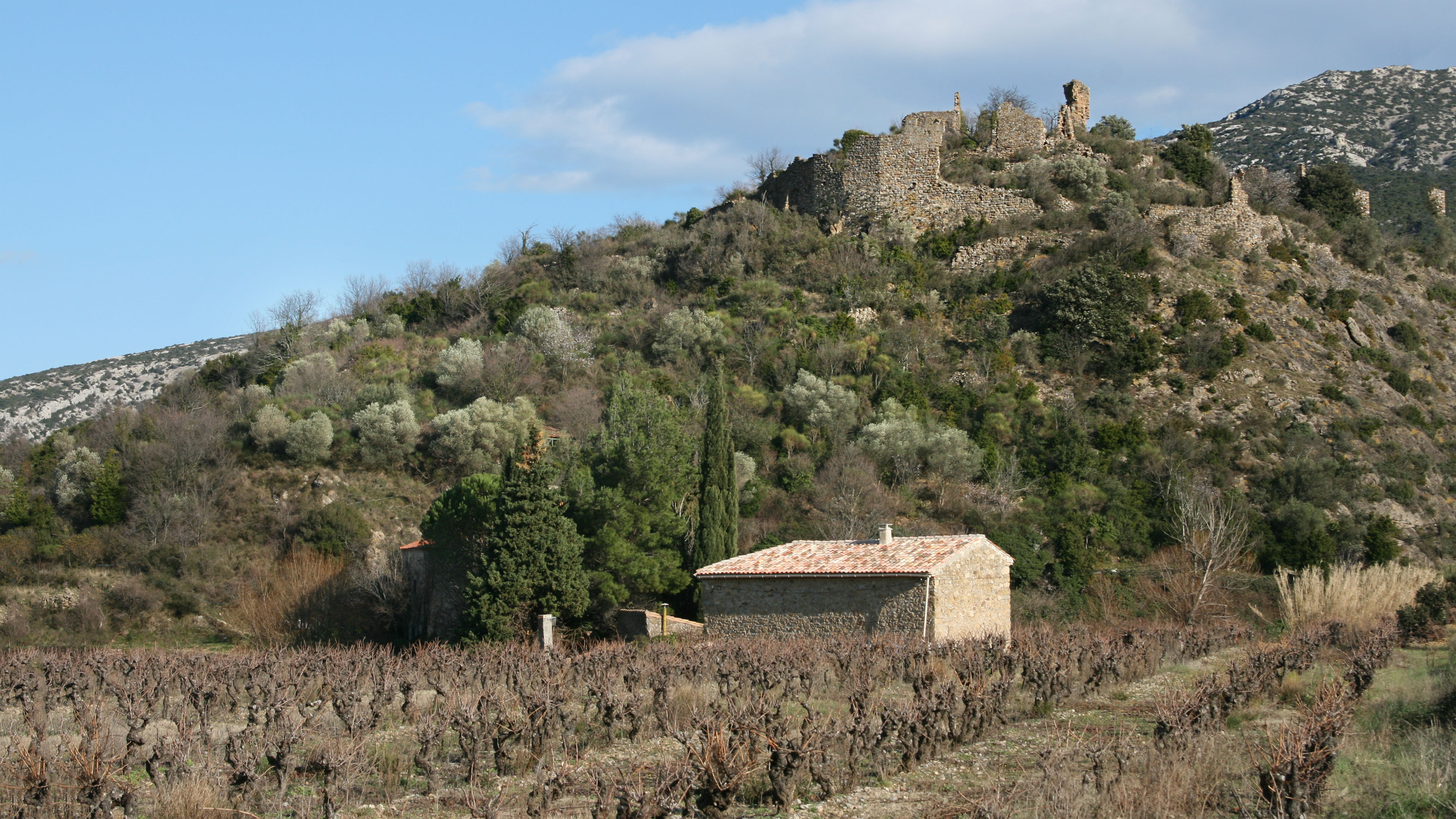
Ruines du château de Castelmaure.

### Personnalités liées à la commune
- Paul Courrent[43],[44], né le 1er novembre 1861 à Lavelanet (Ariège) et décédé le 18 février 1952 à Embres-et-Castelmaure. Il a été médecin, historien, viticulteur, maire d'Embres-et-Castelmaure de 1919 à 1941, chevalier de la Légion d'honneur en 1932[45], président fondateur de la cave coopérative et de la Société des vignerons d'Embres-et-Castelmaure, président de la Société d'études scientifiques de l'Aude en 1926.
- Georges Marius Taba, né le 27 mai 1892 à Embres-et-Castelmaure et décédé le 14 février 1967 à Bordeaux. Chef d'escadron d'artillerie. Chevalier puis officier de la Légion d'honneur.

### Héraldique
| Embres-et-Castelmaure | Son blasonnement est : De sinople au pal fuselé d'or et d'azur. |